# Tatárszentgyörgy
Tatárszentgyörgy ist eine ungarische Gemeinde im Kreis Dabas im Komitat Pest.

## Geographie

### Geographische Lage
Tatárszentgyörgy liegt rund 52 Kilometer südöstlich der Hauptstadt Budapest und 11 Kilometer südöstlich der Kreisstadt Dabas im Gebiet zwischen Donau und Theiß auf einem Sandrücken. Die umgebende Landschaft ist geprägt von Pappeln, Kiefern sowie Wacholder.

## Geschichte
Die Gemeinde wurde 1508 urkundlich erwähnt, sie ist aber viel älter, was archäologische Funde aus der Awarenzeit und aus der Landnahme eindrucksvoll belegen.

### Bauwerke
Im Garten der Kirche von Tatárszentgyörgy ist ein Steinpfeiler zu sehen, den József Liebner zum Gedenken an die Armee des Fürsten Rákóczi (welche 1710 in dem Dorf gelagert habe) ausgearbeitet haben soll.

## Sehenswürdigkeiten
- 1956er-Denkmal (1956-os emlékmű), erschaffen von János Pap
- Rákóczi-Denkmal
- Römisch-katholische Kirche Szent Vendel, erbaut 1858

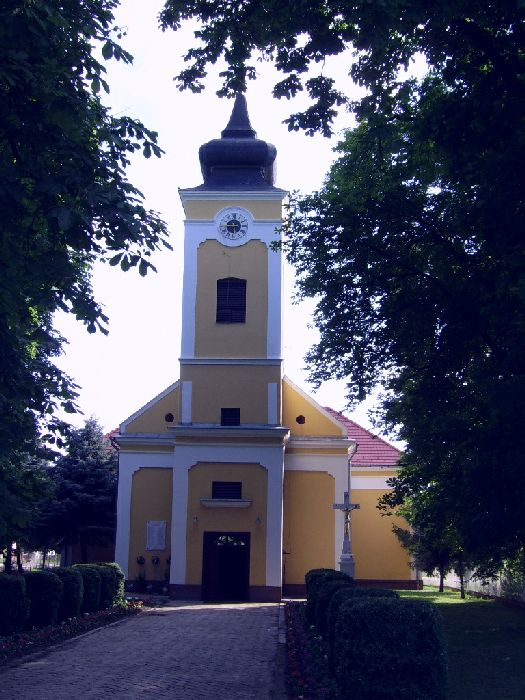
Römisch-katholische Kirche Szent Vendel
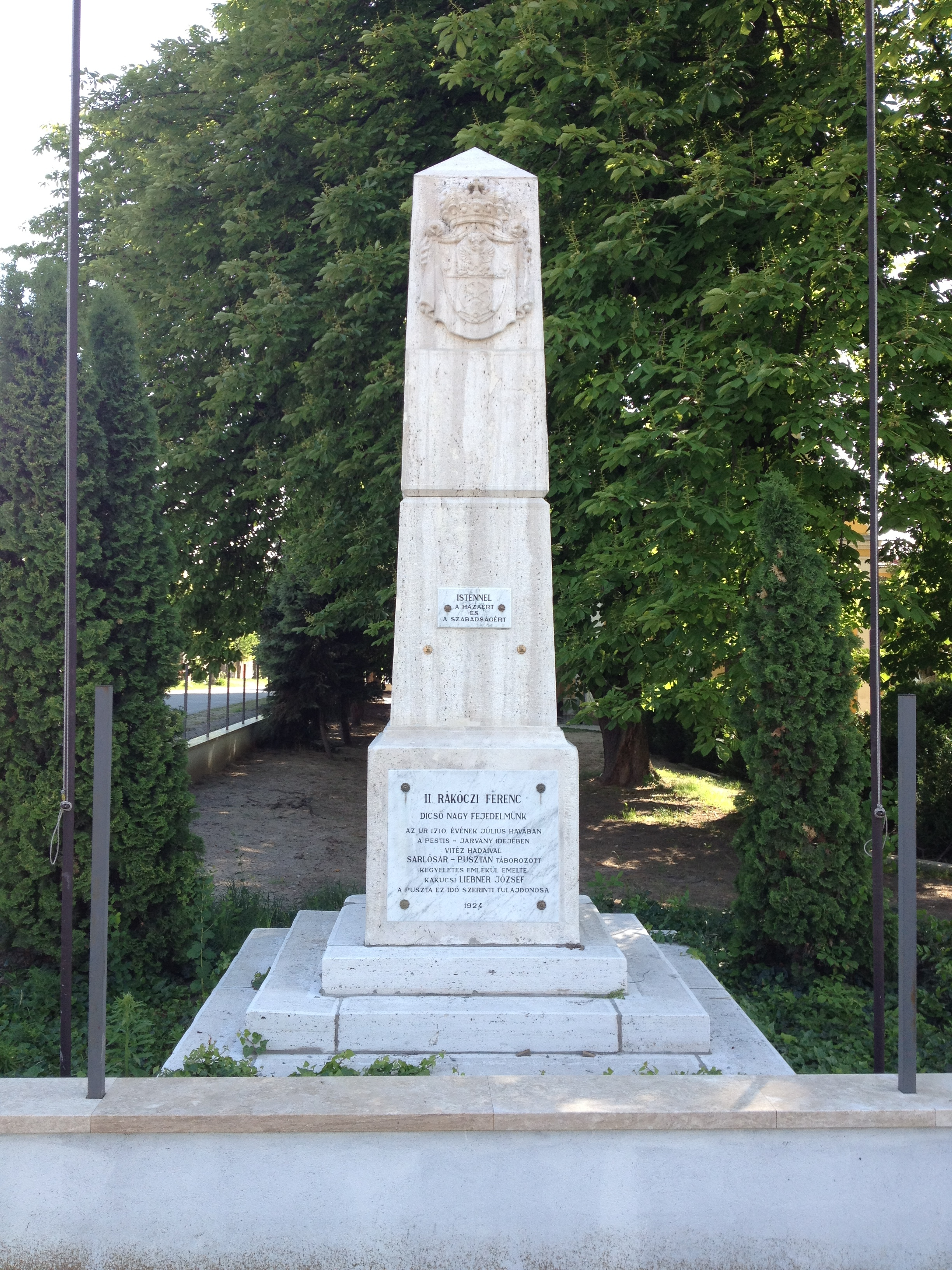
Rákóczi-Denkmal

## Verkehr
In Tatárszentgyörgy kreuzen sich die Landstraßen Nr. 5202 und Nr. 5205. Es bestehen Busverbindungen nach  Dabas, Ladánybene und Kunpeszér. Der nächstgelegene Bahnhof befindet sich gut 10 Kilometer nordöstlich in Örkény.